# Ерико Сато
Ерико Сато (јап. 佐藤 衣里子; 25. новембар 1985) бивша је јапанска фудбалерка.

## Репрезентација
За репрезентацију Јапана дебитовала је 2003. године. За тај тим одиграла је 2 утакмице.

## Статистика
| Јапан  | Јапан | Јапан |
| Год.   | Ута.  | Гол.  |
| ------ | ----- | ----- |
| 2003   | 1     | 0     |
| 2004   | 0     | 0     |
| 2005   | 0     | 0     |
| 2006   | 0     | 0     |
| 2007   | 0     | 0     |
| 2008   | 1     | 0     |
| Укупно | 2     | 0     |